# Pic de Tallaferro
El Pic de Tallaferro, o Pic de Madaloc, és una muntanya de 642 metres de la Serra de l'Albera situat a la partió dels termes de Banyuls de la Marenda, Cotlliure i Portvendres, tots tres de la comarca del Rosselló, a la Catalunya del Nord.
Està situat al sud dels termes de Cotlliure i Portvendres, i al nord-oest del de Banyuls de la Marenda.
En el cim del Pic de Tallaferro hi ha el Balcó de Madaloc, mentre que la torre d'aquest nom és a prop del cim, en el seu vessant nord-oest.